# David Schwarz (inventore)
David Schwarz (Zalaegerszeg, 20 dicembre 1852 – Vienna, 13 gennaio 1897) è stato un inventore e pioniere dell'aviazione ungherese a cui si deve la progettazione del primo dirigibile rigido governabile ed il primo dotato di uno scafo esterno interamente in metallo.

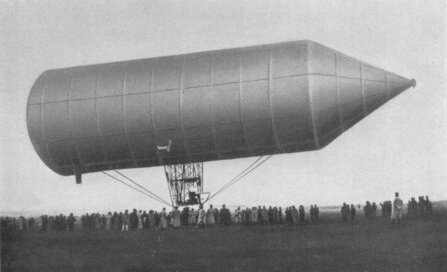
il dirigibile di David Schwarz

L'imprenditore conte Ferdinand von Zeppelin ne acquistò i disegni per concretizzarne la costruzione ma Schwarz non fece in tempo ad assistere all'ascensione del suo dirigibile morendo poco prima dell'evento.

## Vita privata
La figlia di Schwarz, Vera, diventò una conosciuta cantante d'opera e operetta.